# John Middleton Clayton

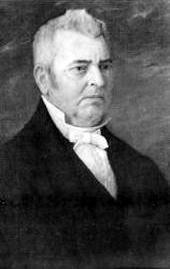
John Middleton Clayton

John Middleton Clayton (* 24. Juli 1796 in Dagsboro, Delaware; † 9. November 1856 in Dover, Delaware) war ein US-amerikanischer Jurist und Politiker. Er vertrat den Bundesstaat Delaware im US-Senat und amtierte unter den US-Präsidenten Zachary Taylor und Millard Fillmore als Außenminister der Vereinigten Staaten.

## Leben
Clayton machte 1815 seinen Abschluss der Rechtswissenschaft an der Yale University und begann 1819 als Anwalt in Dover zu praktizieren. Eine Zeit lang arbeitete er als Partner mit seinem Cousin Thomas Clayton zusammen, der ebenfalls ein prominenter Politiker und US-Senator wurde. Als Mitglied der National Republican Party und später der Whig Party wurde er politisch tätig und gehörte im Jahr 1824 als Abgeordneter dem Repräsentantenhaus von Delaware an. Von Dezember 1826 bis Oktober 1828 war er Secretary of State von Delaware. Im Jahr 1828 wurde er in den US-Senat gewählt, wo er vom 4. März 1829 bis zu seinem Rücktritt am 29. Dezember 1836 verblieb. Von 1837 bis 1839 war er anschließend Oberster Richter am Delaware Supreme Court, im März 1845 kehrte er als Senator in den Kongress zurück.
Im Jahr 1849 wurde er dann Außenminister im Kabinett Taylor. Da er stets im Sinne der Whig Party handelte, zog er sich durch sein konsequentes Festhalten an der Nichtinterventionspolitik gegenüber dem europäischen Festland den Unwillen der Demokraten zu, während ihn seine Neigung zu den Südstaaten ein Zerwürfnis mit den Whigs des Nordens einbrachte. Auch der von ihm 1850 mit dem englischen Diplomaten Henry Bulwer-Lytton abgeschlossene Nicaraguavertrag (der sogenannte Bulwervertrag oder Clayton-Bulwer-Vertrag) über die Neutralität des geplanten Kanals zur Verbindung des Atlantischen Ozeans mit dem Pazifik (siehe Panamakanal), welcher den USA die militärische Besetzung und Herrschaft über diesen Kanal verbot, erregte Unzufriedenheit.
Nach dem Tod von Präsident Taylor am 9. Juli 1850 übte Clayton sein Amt unter dessen Nachfolger Millard Fillmore nur noch 13 Tage lang aus, ehe er zurücktrat und von Daniel Webster abgelöst wurde. 1852 wurde er dann zum dritten Mal in den Senat gewählt, dem er vom 4. März 1853 bis zu seinem Tod am 9. November 1856 angehörte. 1934 widmete man ihm eine Statue in der National Statuary Hall Collection im Kapitol von Washington.